# Christie Ambrosi
Pour les articles homonymes, voir Ambrosi.
Christie Ambrosi (né à Kansas City le 21 décembre 1976) est une joueuse de softball américaine. Elle remporta une médaille d'or en softball aux Jeux olympiques de Sydney, en 2000.